# 73782 Yanagida
73782 Yanagida è un asteroide della fascia principale. Scoperto nel 1994, presenta un'orbita caratterizzata da un semiasse maggiore pari a 2,6156768 UA e da un'eccentricità di 0,3099873, inclinata di 15,84010° rispetto all'eclittica.
L'asteroide è dedicato all'omonima località giapponese conglobata nel 2005 nella neocostituita Noto.